# حزب دموکرات کردستان (حدک)
حزب دموکرات کردستان (مخفف: حدک، HDK) یک حزب سیاسی در کردستان ایران و اپوزیسیون نظام جمهوری اسلامی ایران بود که طی سال‌های ۱۳۸۵ تا ۱۴۰۱ علیه این حکومت فعالیت می‌کرد. اولین دبیرکل این حزب عبدالله حسن‌زاده و آخرین آن خالد عزیزی بود. تشدید اختلافات درونی اعضای حزب دموکرات کردستان ایران بر سر انتخاب رهبر آیندهٔ آن حزب در سیزدهمین کنگرهٔ این حزب در سال ۲۰۰۶ باعث تشکیل دو حزب مجزا شد و حزب دموکرات کردستان (HDK)، از حزب دموکرات کردستان ایران، انشعاب پیدا کرد. در ۳۰ مرداد ۱۴۰۱ (۲۱ اوت ۲۰۲۲) پس از ۱۶ سال دو حزب بار دیگر به یکدیگر پیوسته و تحت نام حزب دموکرات کردستان ایران فعالیت مشترک خود را تحت رهبری واحد تداوم بخشیدند.

حزب دموکرات کردستان (حدک) یکی از سه حزب ایرانی دارای عضویت در انترناسیونال سوسیالیست بود.

## انشعاب از حزب دموکرات کردستان ایران
عبدالله حسن‌زاده دبیرکل قبلی حزب دموکرات کردستان ایران همراه با چندین تن از اعضای با سابقه و رهبری حزب در تاریخ ۱۶ دسامبر ۲۰۰۶ اعلام کردند که «در اعتراض به عملکرد جناح تمامیت‌خواه به رهبری مصطفی هجری، راه خود را از راه اکثریت کمیته مرکزی منتخب کنگره سیزدهم حزب جدا و از این تاریخ به بعد با نام حزب دموکرات کردستان که نام سابق حزب نیز هست فعالیت خواهند کرد». عبدالله حسن‌زاده، روز پنج شنبه ۷ دسامبر ۲۰۰۶ به خبرگزاری فرانسه گفته‌است که انشعاب او و هم‌حزبی‌هایش صلح‌آمیز و بدون هرگونه درگیری انجام شده‌است. عبدالله حسن‌زاده که در کردستان عراق به سر می‌برد می‌گوید: «در دو سال گذشته بحث اصلی در درون حزب، پیرامون اصلاح ساختار رهبری جمعی حزب بود و به دلیل عدم رسیدگی به خواسته‌هایمان، به این نتیجه رسیدیم که این تصمیم را بگیریم».

## فعالیت نظامی
در ۲۰ سپتامبر ۲۰۱۴ گروهی تحت عنوان محافظان شرق کردستان با انتشار بیانیه‌ای مسئولیت چند عملیات مسلحانه را در سردشت و مریوان بر عهده گرفت و از حزب دمکرات کردستان به عنوان پشتیبان خود نام برد.

## حمله‌های سپاه پاسداران به مواضع

### ۱۷ شهریور ۱۳۹۷
سپاه پاسداران انقلاب اسلامی، در ۱۷ شهریور سال ۱۳۹۷ حمله‌ای موشکی به دفتر حزب دمکرات کردستان انجام داد. در این حمله ۱۴ عضو حزب دمکرات کردستان کشته که در میان آن‌ها ۶ نفر عضو کمیته رهبری بودند، همچنین بیش از ۴۰ نفر نیز از اعضای این حزب زخمی شدند.

### ۱۸ تیر ۱۳۹۸
طی سه درگیری نظامی در مناطق غربی ایران بین نیروهای سپاه پاسداران و کردها، در جریان درگیری در حاشیه شهر پیرانشهر در تاریخ ۱۸ تیر ۱۳۹۸، در اثر شلیک اعضای «حزب کردستان» به یک خودروی سپاه در حوالی ترمینال روستایی شهرستان پیرانشهر، سه پاسدار کشته شدند. همچنین به گزارش قرارگاه «حمزه» وابسته به نیروی زمینی سپاه پاسداران در روز ۱۱ تیرماه، در جریان تعقیب و درگیری با یک «تیم تروریستی»، دو نفر از نیروهای بومی این قرارگاه و دو نفر از گروه تحت تعقیب، کشته شده‌اند.

### شهریور ۱۴۰۰
سازمان حقوق بشری هه‌نگاو روز جمعه ۱۹ شهریور ۱۴۰۰ خبر داد که توپخانه‌های سپاه پاسداران، مستقر در شهرهای اشنویه و پیرانشهر، از ساعت ۱۱ صبح جمعه و برای دومین روز متوالی اقدام به گلوله‌باران سنگین ارتفاعات مرزی اقلیم کردستان عراق کرده‌اند. سپاه پاسداران از بامداد روز ۲۰ شهریور در ادامه حملات خود ارتفاعات «سیدکان» و «بربزین» را مورد هدف قرار داد.